# NGC 7197
NGC 7197 ist eine Spiralgalaxie vom Hubble-Typ Sa im Sternbild Eidechse am Nordsternhimmel. Sie ist schätzungsweise 205 Millionen Lichtjahre von der Milchstraße entfernt.
Das Objekt wurde am 17. Oktober 1786 von Wilhelm Herschel entdeckt.